# トミー・ハンソン
トーマス・J・ハンソン（Thomas J "Tommy" Hanson, 1986年8月28日 - 2015年11月9日）はアメリカ合衆国・オクラホマ州タルサ出身のプロ野球選手（投手）。右投右打。

## 経歴

### ブレーブス時代
2005年のMLBドラフトでアトランタ・ブレーブスから22巡目（全体677位）指名され、プロ入り。
2006年は傘下のアパラチアンリーグのルーキー級ダンビル・ブレーブスでプレーした。
2007年はA級ローム・ブレーブスとA+級マートルビーチ・ペリカンズでプレーした。
2008年はA+級マートルビーチとAA級ミシシッピ・ブレーブスと昇格していった。シーズン終了後にブレーブス傘下の最優秀マイナー投手に選出され、ベースボール・アメリカ誌の有望株ランキングではブレーブス傘下での最高評価を受けた。また、サンディエゴ・パドレスが年俸総額削減のため、ジェイク・ピービーを放出する可能性が出たときには、ハンソンはトレード要員の一人として名前が挙がったが、トレードは実現しなかった。
2009年は開幕をAAA級グウィネット・ブレーブスで迎えた。AAA級グウィネットでは11試合の登板で防御率1.49・被安打率.169を記録。ブレーブスは6月3日にトム・グラビンを解雇。その4日後の6月7日にハンソンはメジャー昇格を果たし、同日のミルウォーキー・ブルワーズ戦でメジャーデビュー。6回を投げ勝敗はつかなかったものの、3本塁打を浴び7失点（自責点6）を喫した。メジャー2試合目の登板となった12日のボルチモア・オリオールズ戦でメジャー初勝利。6月を4勝0敗で終え、月間最優秀新人に選出された。また、6月12日から7月4日にかけて26イニング連続無失点を記録。新人選手としては球団史上1982年のスティーブ・ベドローシアン（27イニング）以降で最長記録となった。11勝4敗・防御率2.89の成績でメジャー1年目を終えた。

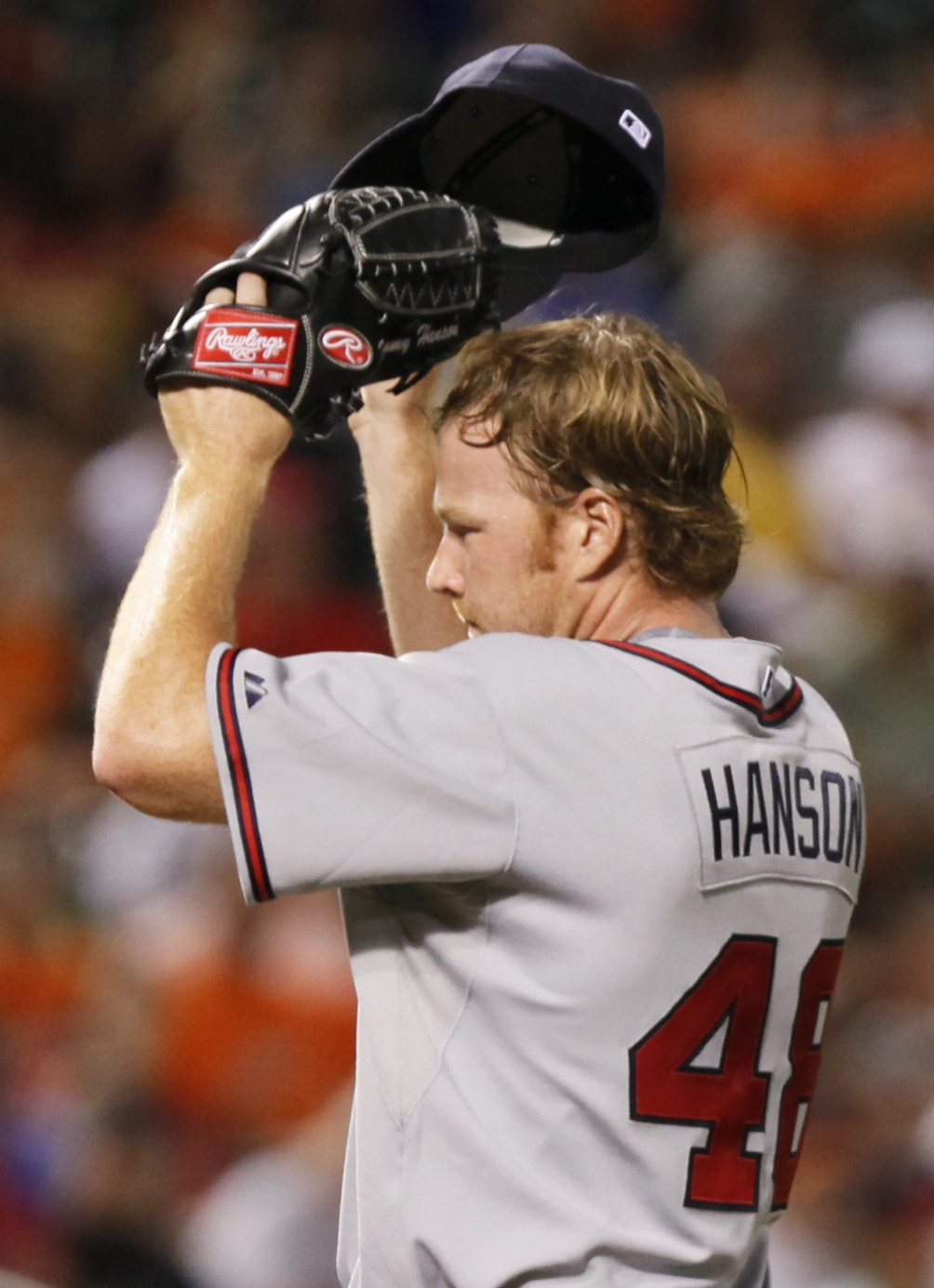
アトランタ・ブレーブス時代
(2009年6月12日)

ブレーブスでは2012年まで4年連続で二桁勝利を記録した。しかし、2011年に右肩を痛めて以来、球速が低下し、成績も悪化傾向にあった。

### エンゼルス時代
2012年11月30日にジョーダン・ウォルデンとのトレードで、ロサンゼルス・エンゼルス・オブ・アナハイムへ移籍した。
2013年12月2日にFAとなった。

### ホワイトソックス傘下時代
2014年2月14日にテキサス・レンジャーズと200万ドル+出来高の1年契約を結んだが、3月26日に解雇となる。その後、4月7日にシカゴ・ホワイトソックスとマイナー契約を結んだが、6月に故障者リスト入りしてシーズンを終えた。

### ジャイアンツ傘下時代
2015年5月13日にサンフランシスコ・ジャイアンツとマイナー契約を結ぶ。11月9日に昏睡状態に陥ったと報じられ、同日死去した。その後暫定的な検死の結果が発表、死因はコカインの違法な摂取とアルコールの毒性が引き起こした遅発性合併症によるものだとされた。2013年に2歳年下の弟を亡くし、「弟の死に際して精神的問題を抱えていた。人生であのようなことは経験したことがなかった。どう対処していいか分からなかった。」("I was having mental issues with the death of my younger brother, [...] I didn't know how to handle it. [...] That was the first time anything like that had ever happened to me. I didn't know how to cope with it.") と語っていた。

## 投球スタイル
かつては最速158kmを記録したノビのあるストレートと、スライダーを軸に、カーブ、チェンジアップを投げる。

## 詳細情報

### 年度別投手成績 (MLB)
| 年 度     | 球 団     | 登 板 | 先 発 | 完 投 | 完 封 | 無 四 球 | 勝 利 | 敗 戦 | セ 丨 ブ | ホ 丨 ル ド | 勝 率 | 打 者 | 投 球 回 | 被 安 打 | 被 本 塁 打 | 与 四 球 | 敬 遠 | 与 死 球 | 奪 三 振 | 暴 投 | ボ 丨 ク | 失 点 | 自 責 点 | 防 御 率 | W H I P |
| --------- | --------- | ----- | ----- | ----- | ----- | -------- | ----- | ----- | -------- | ----------- | ----- | ----- | -------- | -------- | ----------- | -------- | ----- | -------- | -------- | ----- | -------- | ----- | -------- | -------- | ------- |
| 2009      | ATL       | 21    | 21    | 0     | 0     | 0        | 11    | 4     | 0        | 0           | .733  | 522   | 127.2    | 105      | 10          | 46       | 1     | 5        | 116      | 2     | 0        | 42    | 41       | 2.89     | 1.18    |
| 2010      | ATL       | 34    | 34    | 1     | 0     | 0        | 10    | 11    | 0        | 0           | .476  | 845   | 202.2    | 182      | 14          | 56       | 3     | 14       | 173      | 3     | 0        | 86    | 75       | 3.33     | 1.17    |
| 2011      | ATL       | 22    | 22    | 0     | 0     | 0        | 11    | 7     | 0        | 0           | .611  | 540   | 130.0    | 106      | 17          | 46       | 3     | 3        | 142      | 5     | 0        | 55    | 52       | 3.60     | 1.17    |
| 2012      | ATL       | 31    | 31    | 0     | 0     | 0        | 13    | 10    | 0        | 0           | .565  | 761   | 174.2    | 183      | 27          | 71       | 5     | 5        | 161      | 6     | 0        | 95    | 87       | 4.48     | 1.45    |
| 2013      | LAA       | 15    | 13    | 0     | 0     | 0        | 4     | 3     | 0        | 0           | .571  | 327   | 73.0     | 83       | 10          | 30       | 3     | 3        | 56       | 6     | 0        | 47    | 44       | 5.42     | 1.55    |
| 通算：5年 | 通算：5年 | 123   | 121   | 1     | 0     | 0        | 49    | 35    | 0        | 0           | .583  | 2995  | 708.0    | 659      | 78          | 249      | 15    | 30       | 648      | 22    | 0        | 325   | 299      | 3.80     | 1.28    |

- 2013年度シーズン終了時
- 各年度の太字はリーグ最高

### 背番号
- 48 (2009年 - 2013年)